# Ergün Penbe
Ergün Penbe (ur. 17 maja 1972 w Zonguldak) – turecki piłkarz występujący na pozycji lewego obrońcy lub defensywnego pomocnika. Obecnie jest drugim trenerem klubu Hacettepe SK.

## Kariera klubowa
Ergün Penbe zawodową karierę rozpoczynał w 1991 roku w Gençlerbirliği SK, do którego trafił z klubu Kilimli Belediyespor. W zespole z Ankary Turek występował do 1994 roku i łącznie zaliczył dla niego 59 ligowych występów. W letnim okienku transferowym Penbe podpisał kontrakt z Galatasaray SK. W nowym klubie zadebiutował 11 września w wygranym 5:0 spotkaniu z Antalyasporem, kiedy to w 60 minucie zmienił Hamze Hamzaoğlu. W debiutanckim sezonie w Galatasaray Penbe wystąpił w piętnastu meczach pierwszej ligi. W kolejnych rozgrywkach także w miarę regularnie dostawał szanse gry, a miejsce w podstawowej jedenastce na stałe wywalczył sobie w sezonie 1996/1997, kiedy to rozegrał 29 pojedynków. Razem z drużyną ze Stambułu turecki zawodnik odnosił wiele sukcesów - sześć razy sięgnął po tytuł mistrza kraju i cztery razy wywalczył krajowy puchar. Oprócz tego w 2000 roku pokonując w finale Arsenal F.C. zdobył Puchar UEFA, a wygrywając z Realem Madryt sięgnął po Superpuchar Europy. Łącznie dla Galatasaray Penbe zaliczył ponad 300 występów w rozgrywkach Süper Lig. W sezonie 2005/2006 stracił miejsce w podstawowej jedenastce swojego zespołu, w efekcie czego 27 sierpnia 2007 roku odszedł do Gaziantepsporu. W nowym klubie po raz pierwszy wystąpił w listopadowym meczu pucharu Turcji z Fenerbahçe SK. Razem z Gaziantepsporem Penbe zajął ósmą pozycję w tabeli pierwszej ligi, a sam wystąpił w siedemnastu meczach. Po zakończeniu sezonu zakończył piłkarską karierę, a następnie został drugim trenerem klubu Hacettepe SK.

## Kariera reprezentacyjna
W reprezentacji Turcji Penbe zadebiutował 20 kwietnia 1994 w przegranym 0:1 meczu z Rosją. W 2000 roku Mustafa Denizli powołał go do 22-osobowej kadry na mistrzostwa Europy, na których Turcy dotarli do ćwierćfinału. W 2002 roku pokonując w meczu o trzecie miejsce Koreę Południową 3:2 razem z drużyną narodową turecki zawodnik wywalczył brązowy medal mistrzostw świata. Reprezentacyjną karierę Penbe zakończył w 2006 roku. Ostatni mecz w kadrze rozegrał 6 września, kiedy to jego drużyna narodowa wygrała 2:0 z Maltą.